# Cornelis Engebrechtsz

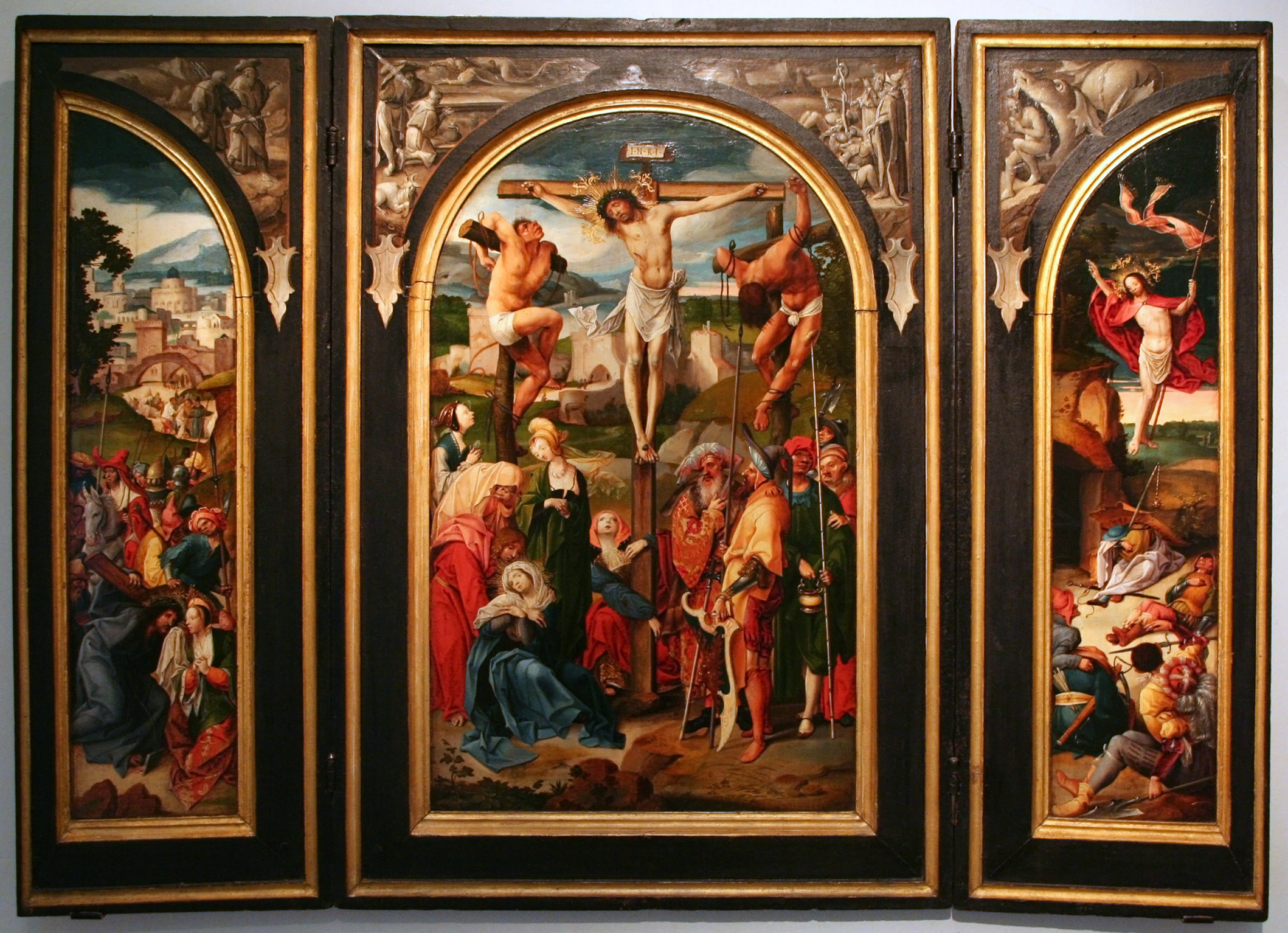
Trittico con la Crocifissione, 1520 circa, Galleria nazionale di Praga

Cornelis Engebrechtsz, o Engelbrechtsz (Leida, 1462 circa – Leida, 1527), è stato un pittore olandese.

## Biografia
Si hanno scarsissime informazioni sulle sue origini e sulla sua formazione artistica. Nella sua fase matura fu il più importante pittore attivo a Leida, capace di soddisfare importanti commissioni pubbliche e private e a capo di una vasta bottega, in cui si formarono artisti come Luca da Leida e Aertgen, ma anche i suoi tre figli, tutti artisti. 
Nelle sue opere mostra una serie di influenze a largo spettro, indici della vastita di interessi e della ricchezza di scambi culturali della sua città. Il suo stile ha comunque caratteristiche personali ben definite, con un'interessante sintesi tra tradizione e modernità, che ebbero una certa influenza nella formazione della pittura dei Paesi bassi del nord del XVI secolo. All'espressività e al sentimento religioso del gotico internazionale seppe infatti fondere una spiccata fantasia personale e spunti dei manieristi di Anversa, dei quali non fece tuttavia mai parte.